# Sericoides lloydi
Sericoides lloydi är en skalbaggsart som beskrevs av Martinez 1964. Sericoides lloydi ingår i släktet Sericoides och familjen Melolonthidae. Inga underarter finns listade i Catalogue of Life.